# Parasteatoda transipora
Parasteatoda transipora is een spinnensoort in de taxonomische indeling van de kogelspinnen (Theridiidae).
Het dier behoort tot het geslacht Parasteatoda. De wetenschappelijke naam van de soort werd voor het eerst geldig gepubliceerd in 1992 door Zhu & Zhang.